# Хундзанген
Хундзанген (нем. Hundsangen) — община в Германии, в земле Рейнланд-Пфальц. 
Входит в состав района Вестервальд. Подчиняется управлению Вальмерод.  Население составляет 2077 человек (на 31 декабря 2010 года). Занимает площадь 7,63 км².